# From This Moment On
From this Moment On – album Diany Krall wydany w roku 2006.
Album w Polsce osiągnął status platynowej płyty.

## Lista utworów
1. „It Could Happen to You” – 3:29
2. „Isn’t This a Lovely Day?” – 6:07
3. „How Insensitive” – 5:20
4. „Exactly Like You” – 3:03
5. „From This Moment On” – 3:24
6. „I Was Doing All Right” – 5:11
7. „Little Girl Blue” – 5:38
8. „Day In, Day Out” – 3:59
9. „Willow Weep for Me” – 5:38
10. „Come Dance with Me” – 4:23
11. „It Was a Beautiful Day in August/You Can Depend on Me” – 5:17
12. „The Boulevard of Broken Dreams” – 5:35
13. „My Shining Hour” – 4:30